# Lantak Seribu
Lantak Seribu is een bestuurslaag in het regentschap Merangin van de provincie Jambi, Indonesië. Lantak Seribu telt 3737 inwoners (volkstelling 2010).